# Heinkel He 72
L'Heinkel He 72 "Kadett" (cadetto in lingua tedesca) era un biplano monomotore da addestramento basico prodotto dall'azienda tedesca Heinkel Flugzeugwerke AG durante gli anni trenta ed utilizzato nelle scuole di volo della Luftwaffe.

## Storia del progetto
L'He 72 Kadett venne realizzato dalla Heinkel Flugzeugwerke AG nel 1933 per soddisfare una specifica emessa dal Reichsluftfahrtministerium per dotare le scuole di volo della Luftwaffe di un aereo da addestramento basico. Si trattava di un biplano la cui superficie alare era in tessuto incollato. La fusoliera aperta, dove erano ricavati i due posti per l'allievo pilota e l'istruttore, era di costruzione metallica ed era dotata di un carrello fisso ammortizzato e di un pattino posteriore. Il prototipo adottava un motore Argus As 8B, un quattro cilindri in linea invertito raffreddato ad aria.
I primi modelli prodotti, che assunsero la denominazione di He 72 A, mantennero inizialmente l'originario As 8B per passare successivamente al più potente As 8R da 150 PS (112 kW).
La nuova versione, denominata He 72 B, divenne quella dal maggior numero di velivoli prodotti. Dotata del nuovo motore Siemens-Halske Sh 14 A da 160 CV, diede luogo a nuove varianti rimaste però allo stato di prototipo.

## Tecnica

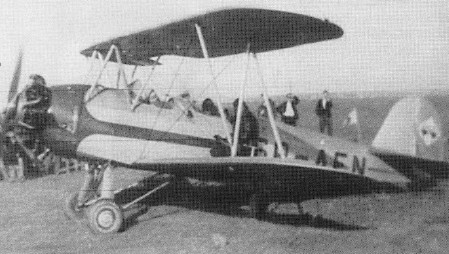
Un'altra immagine del He 72 Kadett SP-AFN.

L'He 172 era un velivolo dall'aspetto tradizionale per l'epoca, monomotore biplano a carrello fisso realizzato in tecnica mista.
La fusoliera, a sezione circolare, era realizzata con struttura tubolare metallica ricoperta in tela tranne la parte anteriore, metallica, che racchiudeva il motore, ed era caratterizzata dalla presenza di due abitacoli aperti in tandem, per l'allievo pilota e l'istruttore, entrambi protetti da un parabrezza. Posteriormente terminava in un impennaggio tradizionale monoderiva con piani orizzontali controventati superiormente da una diagonale per lato.
La configurazione alare era biplana, con l'ala inferiore, montata bassa e spostata verso coda, collegata alla superiore, montata alta a parasole, da due montanti ad N, quest'ultima collegata alla parte superiore della fusoliera tramite un castello tubolare.
Il carrello d'atterraggio era un biciclo fisso, con elementi anteriori ammortizzati ed integrato posteriormente da un pattino d'appoggio anch'esso ammortizzato.
La propulsione era affidata, a seconda delle versioni, ad un motore Argus As 8, un quattro cilindri in linea rovesciato, o un Siemens-Halske Sh 14A, un radiale a 7 cilindri disposti su un'unica stella, entrambi raffreddati ad aria. Posizionati sull'estremità anteriore della fusoliera il primo era coperto da un cofano mentre il secondo era montato libero, entrambi collegati ad un'elica bipala in legno a passo fisso.

## Impiego operativo
Il Kadett entro in servizio con il Nationalsozialistisches Fliegerkorps prima ancora della costituzione della Luftwaffe della quale divenne più tardi l'aereo da addestramento basico standard.
In seguito venne adottato anche dalla Slovenské vzdušné zbrane, l'aeronautica militare della neocostituita Repubblica Slovacca ed impiegato fino al termine del conflitto. Alcuni esemplari furono confiscati dalle truppe insurrezionaliste che appoggiavano l'avanzata delle truppe sul Fronte orientale, la cui componente aerea verrà designata Slovenské povstalecké letectvo (Forza aerea di insurrezione slovacca). Benché non fosse stato progettato allo scopo verrà in quel contesto utilizzato nel ruolo di aereo da caccia.
Dopo il definitivo termine della seconda guerra mondiale alcuni esemplari sopravvissuti vennero utilizzati fino al termine della loro vita operativa; sono note foto che li ritraggono con le coccarde della cecoslovacca Češkoslovenske Vojenske Letectvo.

## Versioni
He 72 V1
prototipo.
He 72 A Kadett
prima versione realizzata in serie.
He 72 B-1
He 72 B-3 Edelkadett
versione civile del He 72 B-1 costruito in 30 unità.
He 72 C
versione equipaggiata con motore Argus As 8.
He 72 BW Seekadett
versione idrovolante a galleggianti rimasta allo stadio di prototipo.
He 72 W
versione dotata di pattini per operare d'inverno.
He 172
versione del He 72 B dotato di cappottatura NACA realizzata nel 1934 e restata allo stadio di prototipo.

## Utilizzatori

### Militari
Germania
- Luftwaffe

 Slovacchia
- Slovenské vzdušné zbrane

 Slovacchia
- Slovenské povstalecké letectvo (Forza aerea di insurrezione slovacca)

### Governativi
Germania
- Deutsche Verkehrsfliegerschule (DVS)
- Nationalsozialistisches Fliegerkorps (NSFK)

### Velivoli comparabili
Germania
- Bücker Bü 131

 Giappone
- Tachikawa Ki-17

 Regno Unito
- de Havilland DH.82 Tiger Moth